# Bucura, Mehedinți
Bucura este un sat ce aparține orașului Vânju Mare din județul Mehedinți, Oltenia, România.